# Кайяра
Кайяра (араб. القيارة‎) — город на севере Ирака, расположенный на территории мухафазы Найнава.

## Географическое положение
Город находится в восточной части мухафазы, на правом берегу реки Тигр, на высоте 182 метров над уровнем моря.

Кайяра расположена на расстоянии приблизительно 56 километров к юго-юго-востоку (SSE) от Мосула, административного центра провинции и на расстоянии 283 километров к северо-северо-западу от Багдада, столицы страны.

## Население
На 2012 год население города составляет 13 822 человека.

## Транспорт
В 2 км к югу от города расположен небольшой аэропорт, в 5 км к западу — военный аэродром (ICAO: ORQW).